# 폴리카르포프 Po-2

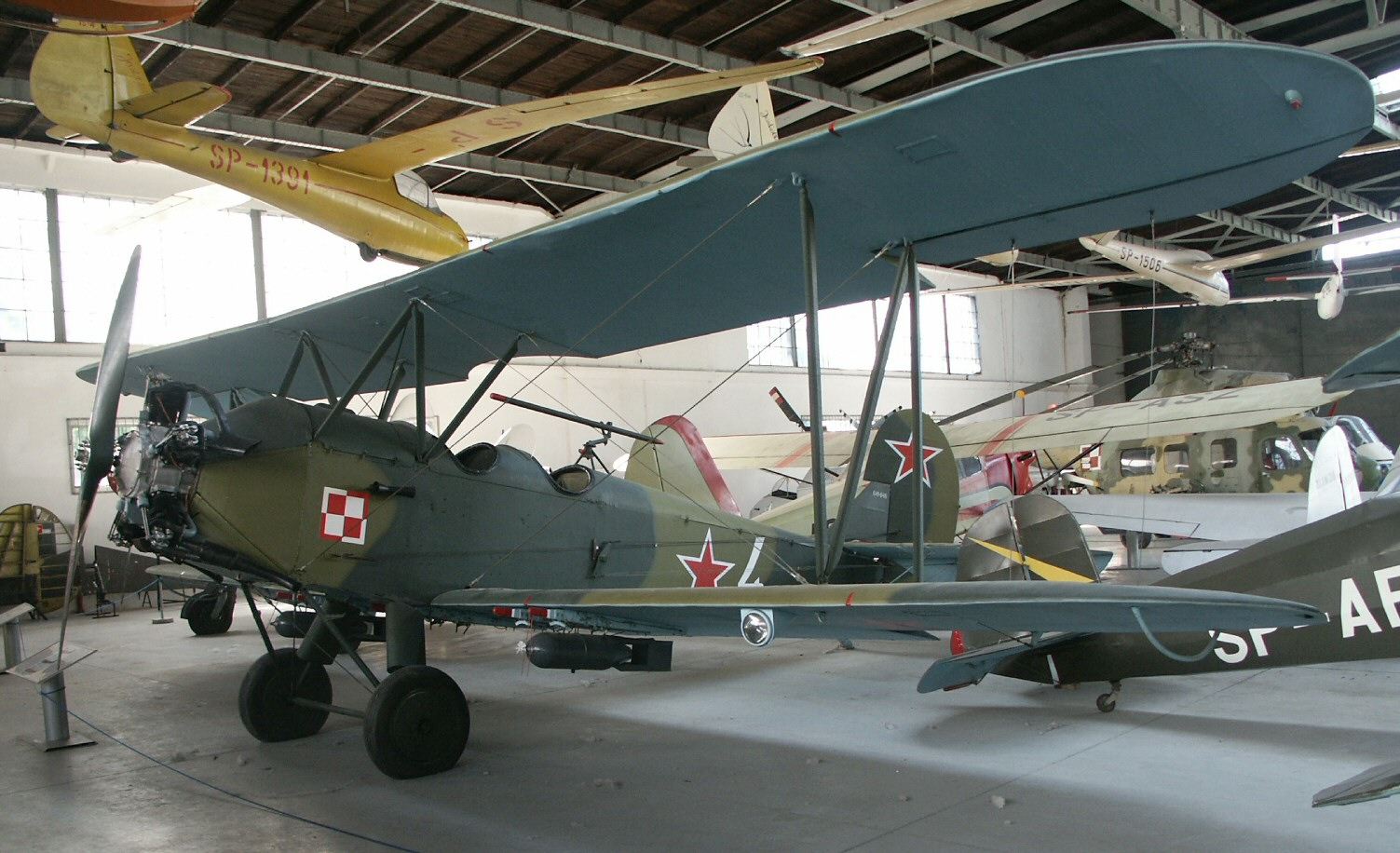
폴리카르포프 Po-2

폴리카르포프 Po-2의 구조

폴리카르포프 Po-2(러시아어: Поликарпов По-2)는 소련의 폴리카르포프 설계국이 개발한 다목적 경량 항공기이다.
1920년대 후반에 U-1 연습기를 대체하기 위한 차원에서 제작되었으며 니콜라이 폴리카르포프가 설계를 맡았다. 설계 당시에는 U-2라는 이름을 사용했다. 1927년 6월 24일에 첫 시험 비행이 진행되었고 1929년부터 정식 생산에 들어갔다.
1928년부터 1959년 사이에는 세계 최대 수준인 40,000기 이상이 생산되었을 정도로 복엽기 중에서는 가장 많은 생산량을 기록했다. 제2차 세계 대전 시기에는 소련 공군의 정찰기로도 사용되었으며 1959년에 퇴역했다.

## 성능
- 승무원: 1명
- 용량: 1명
- 길이: 8.17m
- 날개 길이: 11.40m
- 전체 높이: 3.10m
- 날개 면적: 33.2m²
- 자체 중량: 770kg
- 최대 이륙 중량: 1,350 kg
- 엔진: 1 × 슈베초프 M-11 5-실린더 방사형 엔진, 93kW (125마력)
- 최대 속도: 150km/h
- 비행 속도: 110km/h
- 항속 거리: 630km
- 최대 상승 가능 범위: 3,000m
- 상승 속도: 2.78m/s
- 전력 손실: 60W/kg

## 같이 보기
- 피젤러 Fi 156 스토치